# Список секретарів Шведської академії

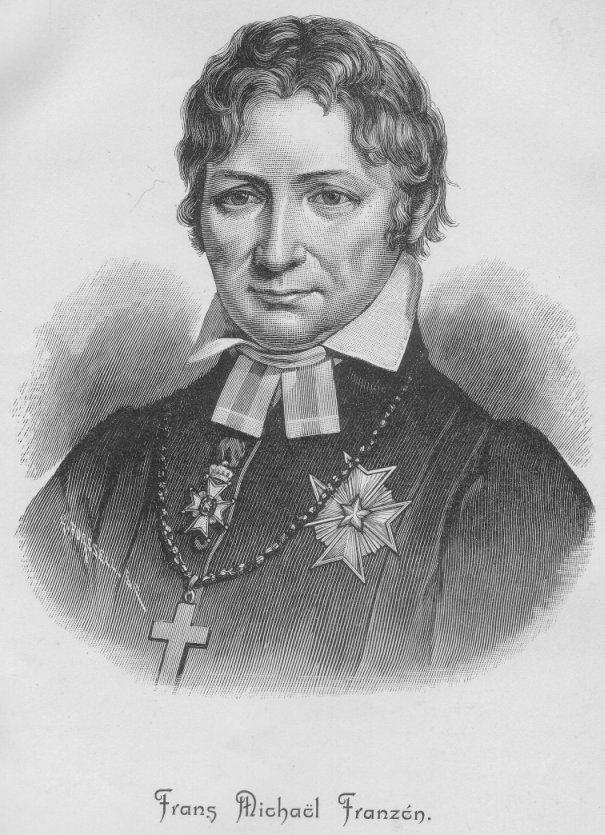
Франс Міхаель Францен, секретар у 1824—1834 рр.

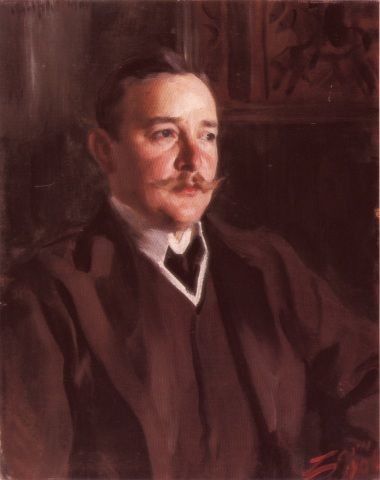
Ерік Аксель Карлфельдт, секретар у 1913—1931 рр.

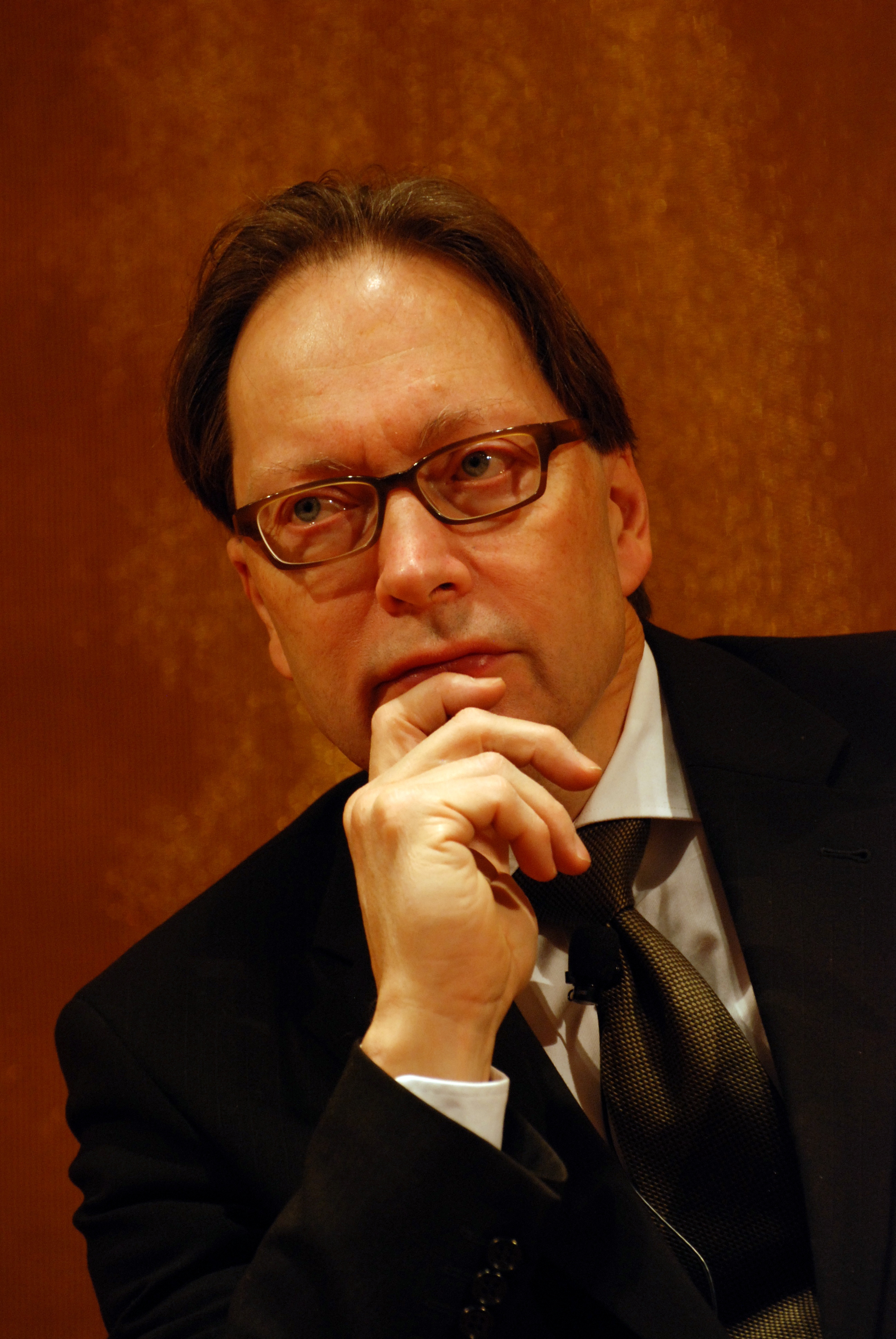
Горас Енґдаль, секретар у 1999—2009 рр.

Спи́сок секретарі́в Шве́дської акаде́мії — це перелік усіх постійних секретарів цієї установи від її заснування до останніх часів.
Ще в перші роки після заснування Шведської академії король Швеції Ґустав III постановив, що її постійний секретар має обіймати цю посаду до смерті, але згодом від цього принципу відійшли. Нільс фон Русенстейн, побувши постійним секретарем найдовший термін — 38 років, наприкінці цього терміну був уже старий і сліпий, хоч і добре справлявся з обов'язками. Ухвалене у ХХ столітті правило обумовлює, що постійним секретарем Шведської академії можна бути тільки до сімдесятилітнього віку, «хіба що члени Академії вирішать вчинити інакше». З 2009 по 1 червня 2015 року постійним секретарем Шведської академії був Петер Енґлунд. Після нього — Сара Даніус, перша жінка на цій посаді. Як наслідок суперечок про Нобелівську премію з літератури, 12 квітня 2018 року звільнилася з посади секретаря, повідомивши, що не може брати участі в роботі академії. 26 лютого 2019 Сара Даніус вийшла з членів Шведської академії.
| Фото | Ім'я                   | Період    | Крісло |
| ---- | ---------------------- | --------- | ------ |
|      | Нільс фон Русенстейн   | 1786–1824 | 11     |
|      | Франс Міхаель Францен  | 1824–1834 | 13     |
|      | Бернгард фон Бесков    | 1834–1868 | 12     |
|      | Людвіґ Мандерстрем     | 1869–1872 | 15     |
|      | Карл Ґустаф Страндберг | 1872–1874 | 12     |
|      | Геннінґ Гамільтон      | 1874–1881 | 9      |
|      | Брур Еміль Гільдебранд | 1881–1883 | 11     |
|      | Карл Давід аф Вірсен   | 1884–1912 | 8      |
|      | Ерік Аксель Карлфельдт | 1913–1931 | 11     |
|      | Пер Галльстрем         | 1931–1941 | 14     |
|      | Андерс Естерлінґ       | 1941–1964 | 13     |
|      | Карл Раґнар Гіров]     | 1964–1977 | 7      |
|      | Ларс Юлленсстен        | 1977–1986 | 14     |
|      | Стуре Аллен            | 1986–1999 | 3      |
|      | Горас Енґдаль          | 1999–2009 | 17     |
|      | Петер Енґлунд          | 2009–2015 | 10     |
|      | Сара Даніус            | 2015–2018 | 7      |
|      | Андерс Ульссон         | 2018–2019 | 4      |
|      | Матс Мальм             | 2019–     | 11     |